# Renault GBC 180
Renault GBC 180 — среднетоннажный грузовой автомобиль повышенной проходимости грузоподъёмностью 5 тонн, предназначенный для перевозки солдат и каких-либо военных грузов. Производился французской компанией Renault Trucks с 1997 по 2005 год, после чего был заменён Renault Sherpa 5.

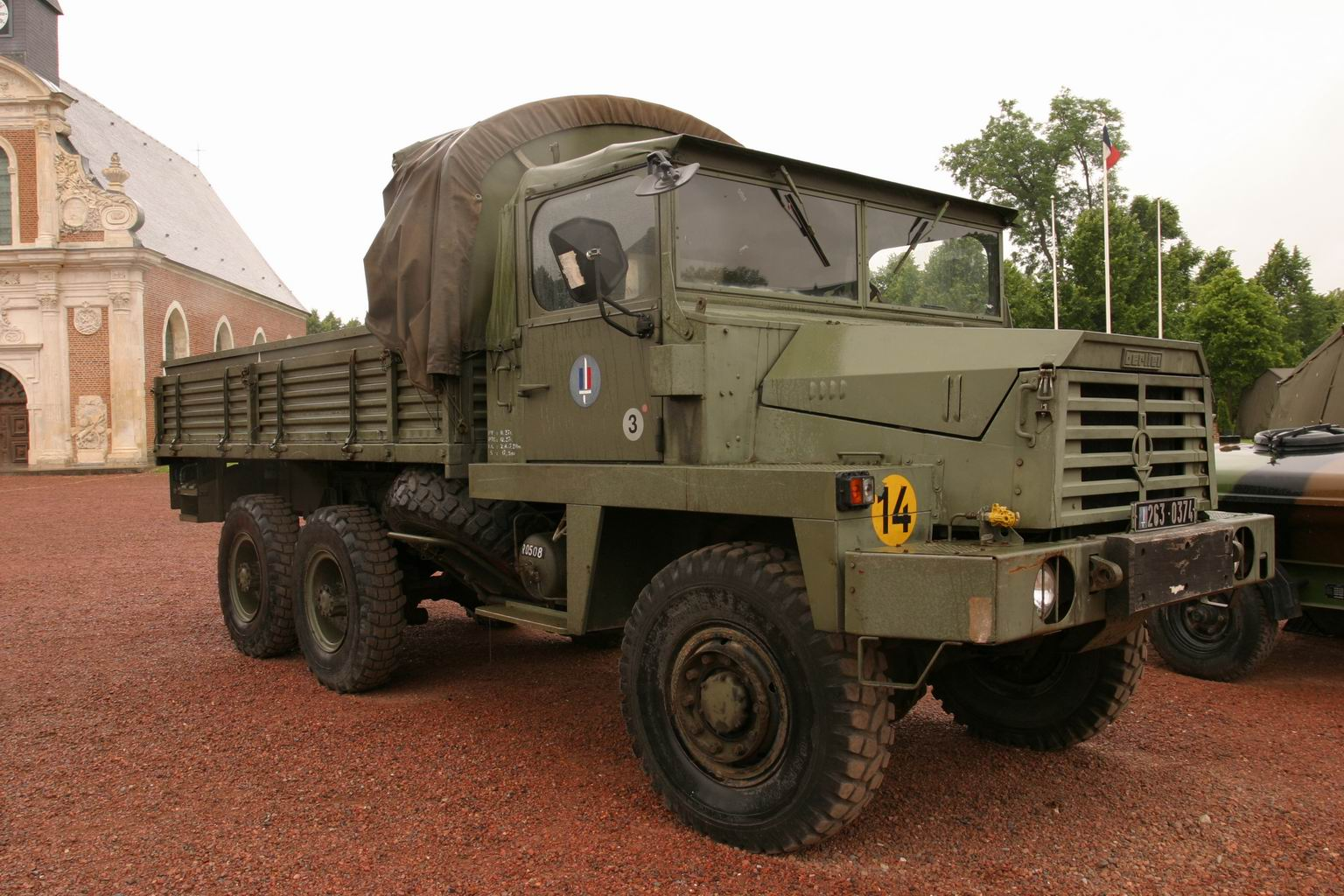
Berliet GBC 8KT

Транспортное средство является результатом тщательной модернизации автомобиля Berliet 8KT GBC, использовавшегося французской армией с 1950-х годов. Впервые заказ на реконструкцию 2800 грузовиков был сделан в 1997 году. В общей сложности изготовили более 8300 транспортных средств.
Автомобиль комплектуется дизельным двигателем Renault MIDR 06.02.26 мощностью 175 л. с. (129 кВт), может перевозить 23 человека (3 в салоне, 20 в задней части транспортного средства), а также способен буксировать 6-тонный прицеп.